# Companhia Paulista de Trens Metropolitanos
La Compañía Paulista de Trenes Metropolitanos (CPTM) (en portugués: Companhia Paulista de Trens Metropolitanos) es una de las empresas de transporte sobre rieles que operan la Red Metropolitana de Transporte de São Paulo de la ciudad brasileña de São Paulo, junto con la Compañía del Metropolitano y con las empresas privadas ViaQuatro y ViaMobilidade, formando junto con esta última una extensa red de metro.
La CPTM posee actualmente 94 estaciones en siete líneas, que totalizan 273 kilómetros en su malla ferroviaria. Diariamente transporta cerca de 2,9 millones de pasajeros. Su récord histórico de afluencia, 3.221.000, tuvo lugar el 7 de diciembre de 2018.

## Historia

### El inicio
La historia de las ferrovías en el Estado de São Paulo se remonta al año 1867 con la construcción de la primera conexión entre las ciudades de Santos, São Paulo y Jundiaí por la São Paulo Railway (SPR), que atravesaba el planalto paulista desceniendo a la serra do mar.
En 1946 la Estrada de Ferro Santos-Jundiaí (EFSJ), controlada por el gobierno federal, asumió las operaciones de la ferrovia que hoy forma a las líneas 7 - Rubi y 10 - Turquesa. En 1957 las ferrovias federales son unificadas en una única empresa estatal, la Red Ferroviária Federal (RFFSA).
La Companhia São Paulo e Río de Janeiro construyó, en la década de 1870, una línea férrea que conectaba São Paulo con las ciudades del Valle del Paraíba que actualmente constituye en parte la actual Línea 11 - Coral.
Em 1890 esta ferrovía fue incorporada por la Estrada de Ferro Central do Brasil (EFCB). En el año 1926 fue construida por esta misma empresa una variante de este troncal principal llamado de variante Poá, que forma hoy en su totalidad a la Línea 12 - Safira de CPTM. La EFCB se cierra en 1957, con la creación de la RFFSA.
Por otro lado, la Estrada de Ferro Sorocabana construyó, en 1875, una conexión entre las ciudades de São Paulo y Sorocaba, que corresponde parcialmente a la actual Línea 8 - Diamante.
A mediados de 1937 la Estrada de Ferro Sorocabana construyó un ramal uniendo las ciudades de Mairinque a la de Santos con el objetivo de derribar el monopólio que la compañía SPR poseía en la unión entre el planalto paulista y el litoral. Más tarde con el objetivo de acortar la distancia entre la capital paulista y la ciudad de Santos fue construyendo, en 1957, el ramal Jurubatuba que partía de la estación Imperatriz Leopoldina e iba hasta la estación Evangelista de Souza ya en el ramal Mairinque ↔ Santos formando hoy, en parte, la Línea 9 - Esmeralda de la CPTM.

### La FEPASA
Todas las vías férreas en el Estado de São Paulo han sido estatizadas, en 1971, para formar Ferrovia Paulista SA (FEPASA). La FEPASA creó la FEPASA DRM, que fue una división que solo administró el transporte de pasajeros dentro de las áreas metropolitanas del estado. Esta se incorporó a la CPTM en 1996 para que se comenzara la privatización de la malla de la FEPASA manteniendo los servicios de transporte metropolitano de pasajeros sobre control estatal.

### Privatización de la RFFSA
En 1998 la FEPASA DRM fue absorbida por la Red Ferroviaria Federal (RFFSA), para que esta fuera también subastada junto con toda la malla ferroviaria perteneciente a la RFFSA.
Las secciones urbanas de la RFFSA de todo el país originaron, en los años 1970, la Empresa Brasileira de Transporte Urbano (EBTU) siendo substituida, en 1984, por la Companhia Brasileira de Trens Urbanos(CBTU).

### CPTM
La Compañía Paulista de Trenes Metropolitanos (CPTM) (en portugués: Companhia Paulista de Trens Metropolitanos) es una empresa vinculada a la Secretaria de Transportes Metropolitanos del Estado de São Paulo, creada por la ley N.º 7.861 del 28 de mayo de 1992, a partir de ferrovías ya existentes en la Región Metropolitana de São Paulo.
En 1992 la sección paulista de la CBTU fue transferida para el control de la CPTM, y en 1994 las lineas anteriormente operadas por FEPASA son transferidas para el control de CPTM.

### Actualidad
Entre finales de la década de 1990 y principios de la década de 2000, CPTM comenzó la conversión de sus líneas degradadas y que tenían un perfil más similar al de Tren de cercanías para proporcionar un servicio de estándar Metro y una mejor integración con las líneas operadas por el Metro de São Paulo. La mayoría de las estaciones fueron reconstruidas o modernizadas y se compraron nuevos trenes, lo que permitió que disminuir el intervalo entre trenes de cerca de 10 minutos para cuatro minutos en algunas líneas. Esta experiencia comenzó en la Línea E (actual Línea 11 - Coral) en el año 2000, en el tramo conocido como "Expreso Este", servicio que conecta el centro y el extremo este de la ciudad de São Paulo y paralelo a la Línea 3 - Roja.
En el día 31 de marzo de 2018 se inauguró la Línea 13 - Jade, la primera totalmente construida y operada por CPTM. Conecta la Línea 12 - Safira al Aeropuerto Internacional de São Paulo-Guarulhos.
Sus líneas conectan 23 ciudades de la Grande São Paulo y transportan actualmente cerca de 2,9 millones de usuarios por día. Para promover "la uniformización del estilo visual de los dos sistemas y para facilitar la locomoción y la localización de los usuarios y de turistas" el Gobierno del Estado modificó, en marzo del 2008, la nomenclatura de las líneas pertenecientes a CPTM, integrándolas a la nomenclatura utilizada por el Metro de São Paulo. Fue atribuido a cada línea un número (comenzando con el número 7, sumándose a las líneas otras seis líneas del metro ya en operación, en construcción o en proyecto) y el nombre de una piedra preciosa.
El servicio comienza todos los días a las 4 AM, cuando los trenes salen de cada terminal, hasta que la medianoche. Durante los sábados la operación se extiende hasta la 1 AM.

## Tabla del sistema
| Línea       | Terminales                                                                      | Largo (km)                                        | Estaciones                            | Intervalo (en minutos) | Afluencia diaria (noviembre de 2019) | Nombre anterior (hasta 2008) y Observaciones |
| ----------- | ------------------------------------------------------------------------------- | ------------------------------------------------- | ------------------------------------- | ---------------------- | ------------------------------------ | --- |
| 7 Rubi      | Luz ↔ Estación Jundiaí                                                          | 38,969                                            | 13                                    | 6                      | 487.300                              | Antigua Línea A - Marrón. Operación dividida en dos tramos: (Luz ↔ Jundiaí) y (Jundiaí ↔ Francisco Morato). Algunos trenes específicos: (Luz ↔ Jundiaí) sin trasbordo en Francisco Morato.                                                       |
| 8 Diamante  | Júlio Prestes ↔ Itapevi                                                         | 35,283                                            | 20                                    | 5                      | 523.900                              | Antigua Línea B - Gris. Posee extensión operativa. Vea cuadro debajo. |
| 9 Esmeralda | Osasco ↔ Varginha                                                               | 35,9                                              | 20                                    | 4                      | 628.400                              | Antigua Línea C - Celeste. |
| 10 Turquesa | Brás ↔ Río Grande da Serra                                                      | 37,203                                            | 14                                    | 6                      | 409.500                              | Antigua Línea D - Beige. |
| 11 Coral    | Luz ↔ Estudantes                                                                | 50,841 (Expresso Leste: 24,018; "Banda B":26,823) | 16 (Expresso Leste: 7; Extensión: 10) | 4                      | 686.500                              | Antigua Línea E - Naranja. Operación dividida en dos tramos: Expreso Este (en portugués: Expresso Leste) (Luz ↔ Guaianazes) y Extensión (Guaianazes ↔ Estudantes). Durante horarios específicos: (Luz ↔ Estudantes) sin trasbordo en Guaianazes. |
| 12 Safira   | Brás ↔ Calmon Viana                                                             | 38,822                                            | 13                                    | 6                      | 286.600                              | Antigua Línea F - Violeta |
| 13 Jade     | Eng. Goulart ↔ Aeropuerto Internacional de São Paulo-Guarulhos (Aeropuerto GRU) | 12,2                                              | 3                                     | 15                     | 15.500                               | Inaugurada en 31 de marzo de 2018. |

Extensiones Operativas
| Línea      | Terminales             | Largo (km) | Estaciones | Horario              |
| ---------- | ---------------------- | ---------- | ---------- | -------------------- |
| 8 Diamante | Itapevi ↔ Amador Bueno | 6,3        | 3          | Diario, de 4 a 0:00. |

(*) Tramo en Construcción • (**) Tramo en Proyecto

## Tarifas: (billetes) y recargas (tarjeta)[15]
La compañía cobra una tarifa plana que puede pagarse mediante un boleto magnético vendido en las estaciones o con una tarjeta inteligente recargable, y otorga acceso a cualquiera de las líneas ferroviarias en el Gran São Paulo, incluidas las líneas operadas por el Metro de São Paulo.

## Obras y proyectos
La CPTM heredó líneas que en el pasado, fueron fundamentales para el desarrollo social y económico del Estado de São Paulo, y que hoy son esenciales para la movilidad en la Grande São Paulo. Estaciones construidas en el Siglo XIX y que nunca fueron reformadas, trenes antiguos y deteriorados, atrasos y falta de seguridad en las estaciones y otros problemas como las invasiones de los pasos de vía de dominio de la empresa, fueron algunos de los principales problemas encontrados después de la transferencia realizada entre el gobierno federal (CBTU) y el Gobierno del Estado de São Paulo (CPTM).
La tendencia es la de uniformizar dicho sistema con el de la Compañía del Metropolitano. El proyecto tiene una inversión de 3 billones de dólares, destinados al cambio de la flota, electrificación, modernización y uniformidad de las estaciones con las de la Compañía del Metropolitano; Así como la reducción del intervalo entre trenes, pasando de más de 10 minutos a 3~4 minutos, para poder ajustarse a las exigencias de un sistema de metropolitano. Se pretende que de los 273 km de vías actuales, 160 km sean de calidad de metro. Dicho proyecto, así como las obras de modernización, están en ejecución.
También hay un proyecto de extender la Línea 9 de CPTM en 4,5 km, desde la Estación Grajaú hasta la nueva Estación Varginha, y se espera que la nueva extensión beneficiará cerca de 120 mil usuarios diariamente.

## Curiosidades
La CPTM operó un tren urbano en la Baixada Santista llamado Tren Intra-Metropolitano (TIM) entre los años 1996 y 1999, que conectaba los municipios de São Vicente y Santos. Una línea de Tren ligero con trayecto similar al antiguo TIM fue construida por la Secretaria de Transportes Metropolitanos del Estado de São Paulo del Gobierno del Estado de São Paulo y inaugurada en el año 2017.

## Galería de imágenes

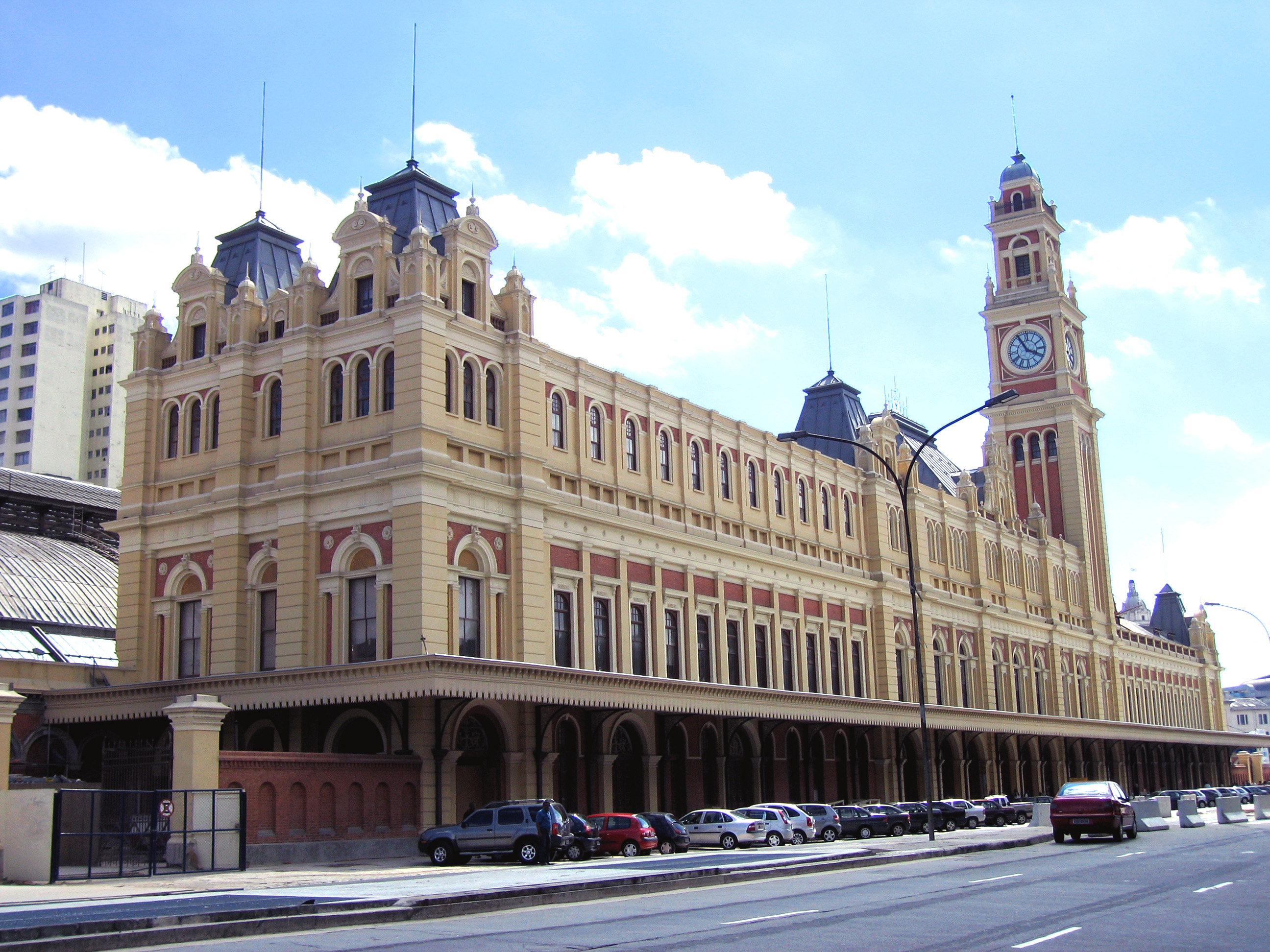
Estación Luz.
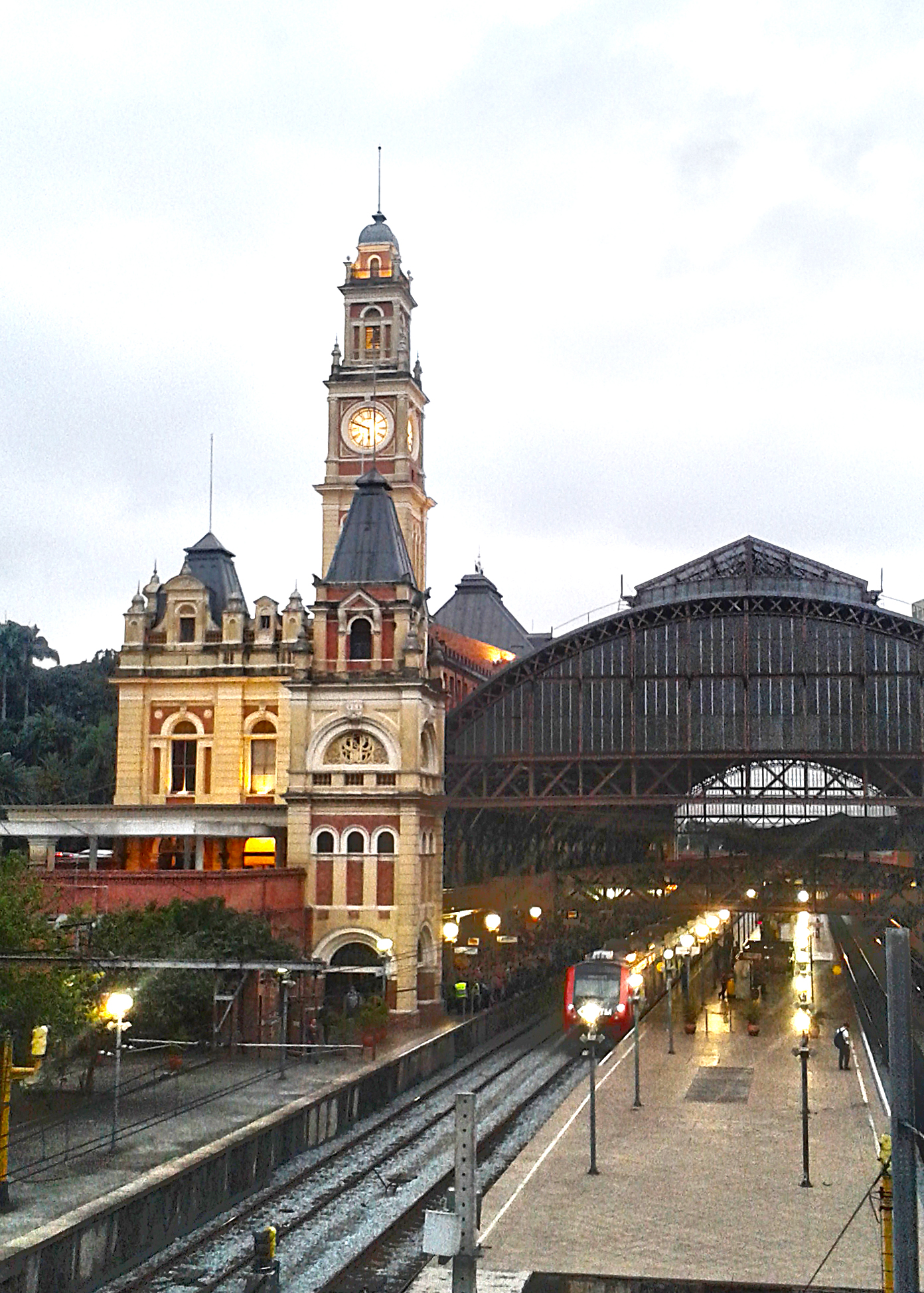
Estación Luz.
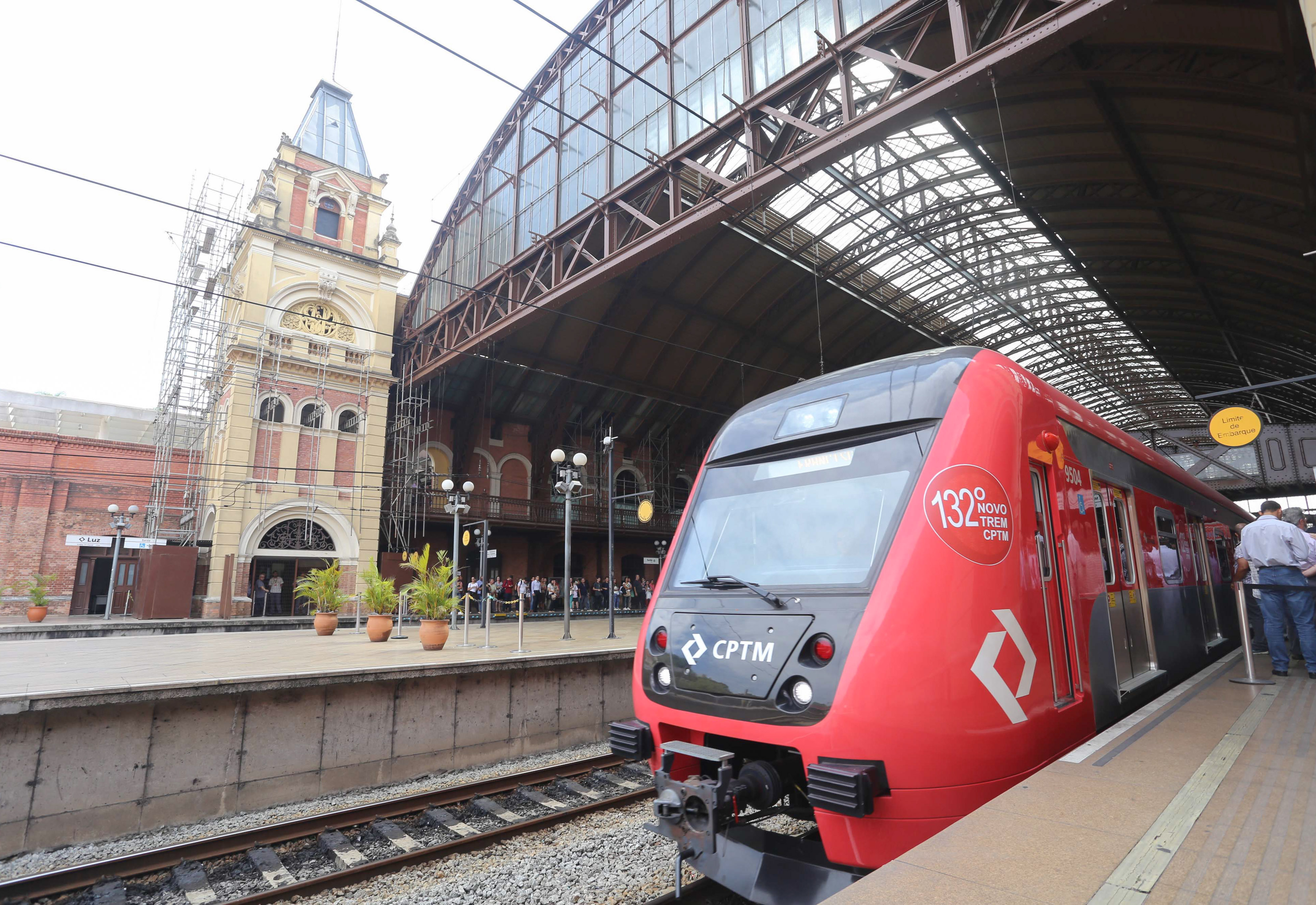
Estación Luz con tren serie 9500.
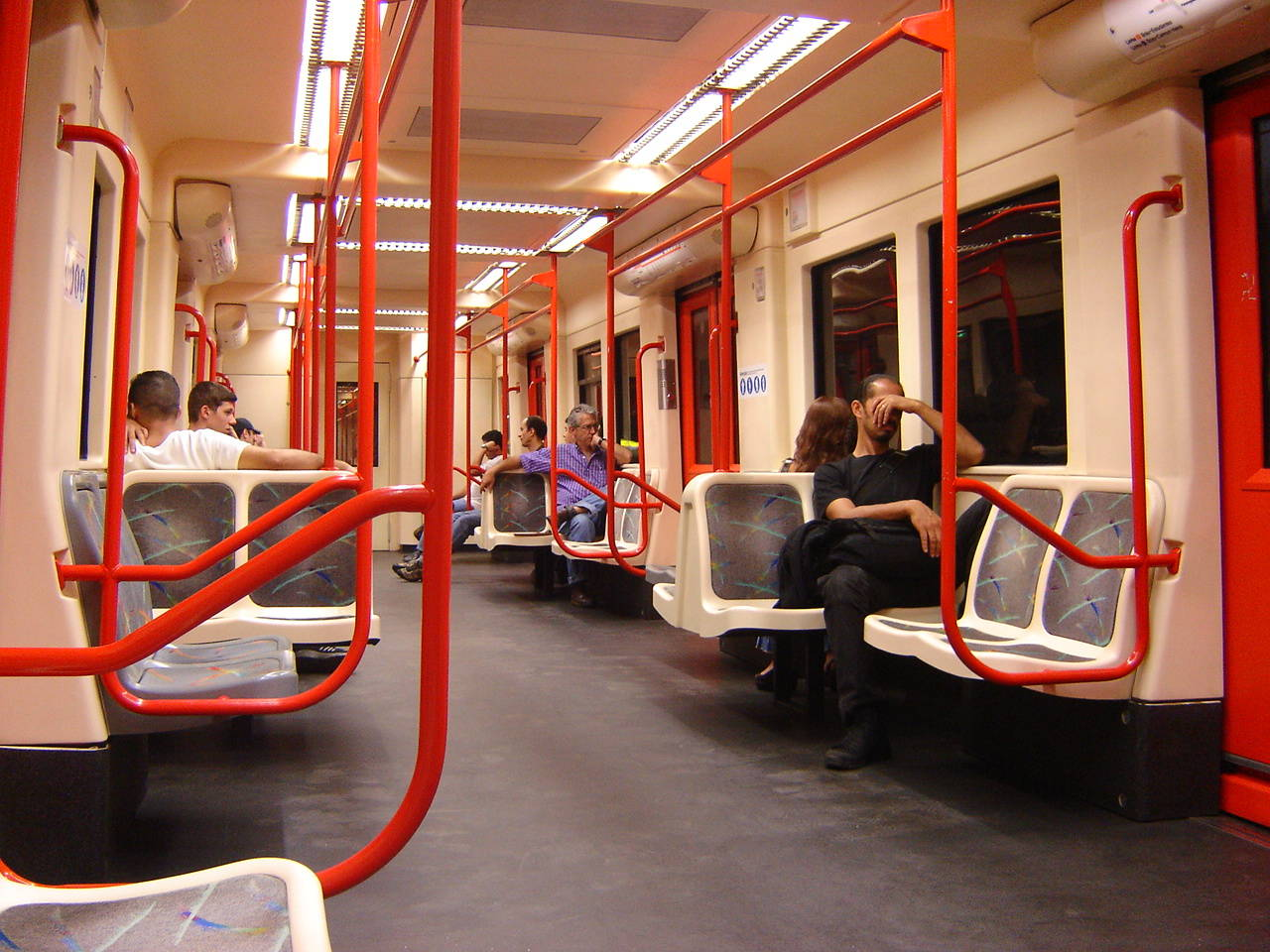
Vision interna de un tren serie 2000 de CPTM
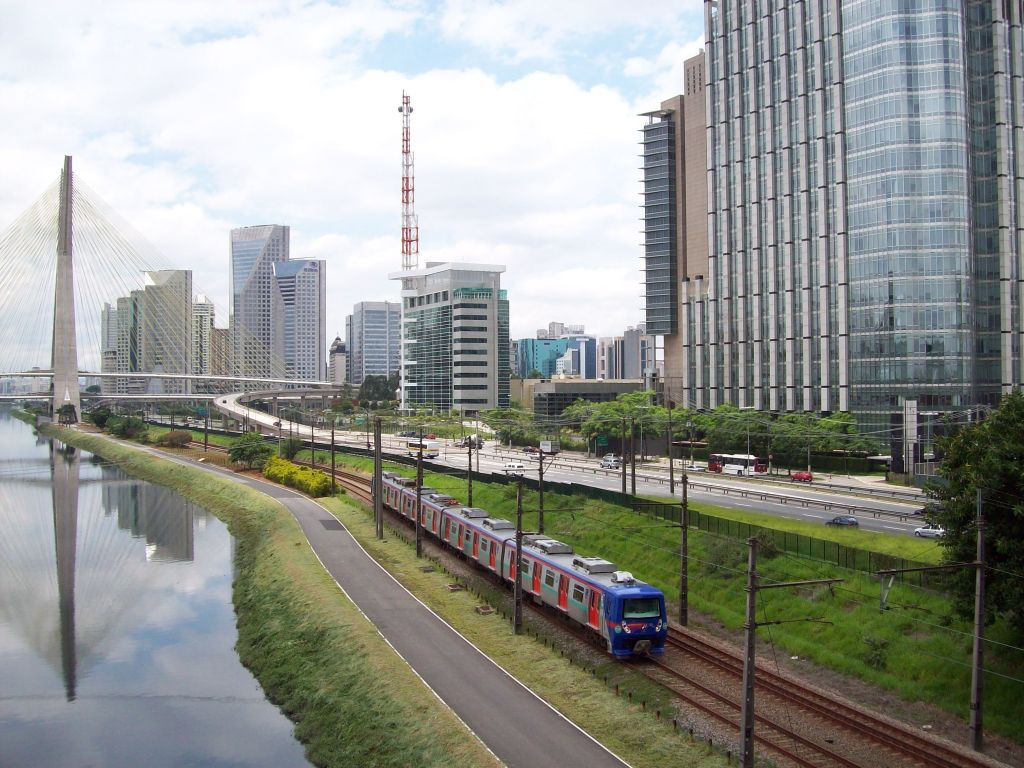
Tren serie 2070 de CPTM en Línea 9 - Esmeralda.
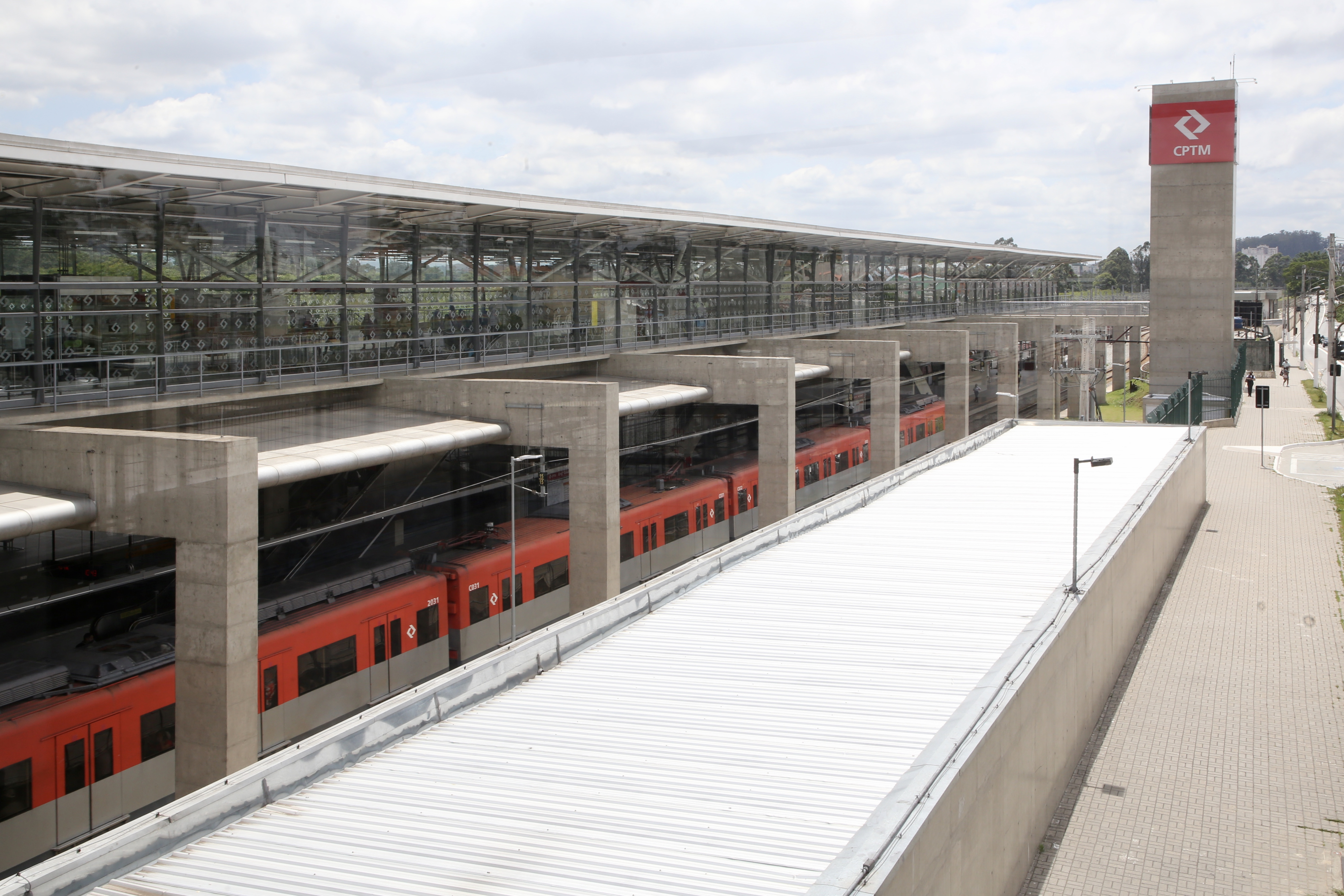
Estación Engenheiro Goulart de líneas 12 - Safira y 13 - Jade.
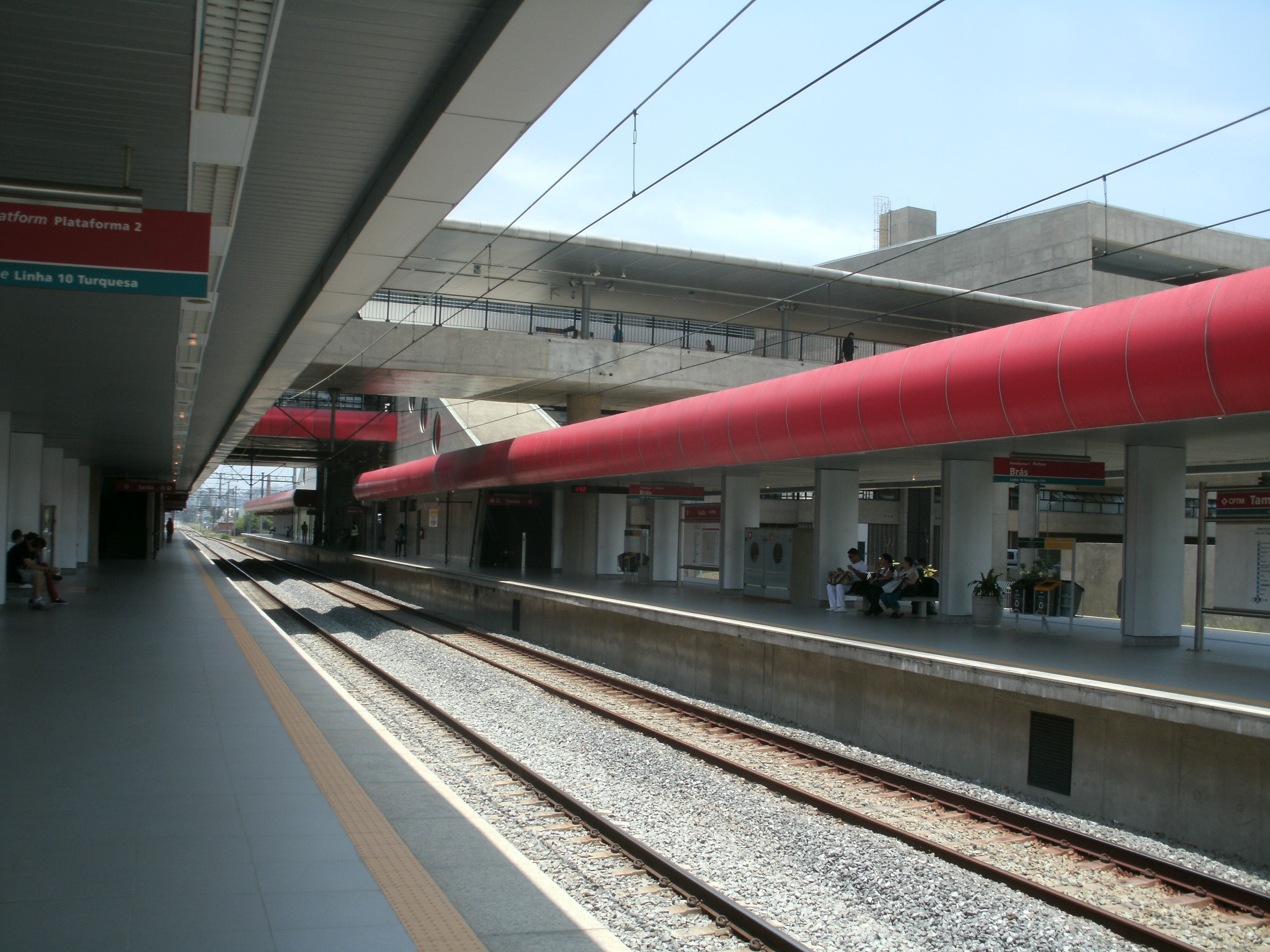
Estación Tamanduateí de Línea 10 - Turquesa.
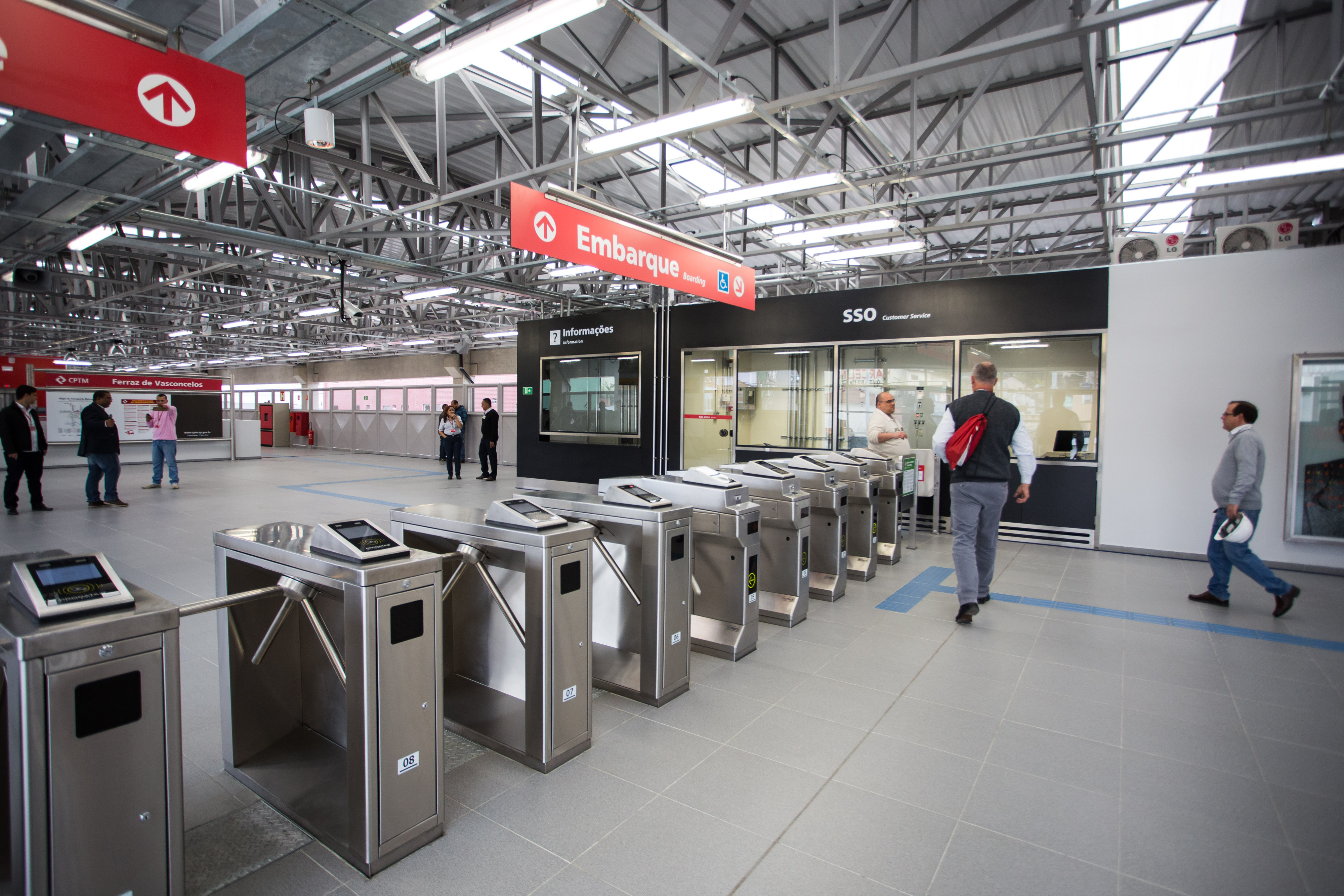
Estación Ferraz de Vasconcelos de Línea 11 - Coral.